# کوه‌سر
کوه‌سر، روستایی است از توابع بخش نشتا شهرستان تنکابن در استان مازندران ایران.

## جمعیت
این روستا در دهستان تمشکل قرار دارد و براساس سرشماری مرکز آمار ایران در سال ۱۳۸۵، جمعیت آن ۲۵۰ نفر (۵۰خانوار) بوده‌است.

## مکان‌های‌دیدنی
▪آبشار کوهسر
▪سرچشمه کوهسر